# ガス・ポープ
ガス・ポープ（Augustus Russell "Gus" Pope、1898年11月29日 – 1953年）は、アメリカ合衆国の陸上競技選手である。彼は、1920年に開催されたアントワープオリンピックの円盤投で銅メダルを獲得した。 　

## 経歴
ガス・ポープは、円盤投で2回連続のオリンピック出場を果たしている。アントワープオリンピックでは予選を3位で通過した後、決勝ではフィンランド代表のエルマー・ニクランダー、アルマス・タイパレの2選手に続いて42メートル13センチの記録で銅メダルを獲得した。
ワシントン大学の学生だったポープは、アントワープオリンピックの翌年、1921年に開催された第1回NCAA陸上競技選手権（en:1921 NCAA Men's Track and Field Championships）で、円盤投と砲丸投で優勝している。同年の円盤投世界ランキングで、彼は1位となった。
1924年パリオリンピックでは、円盤投予選のグループBで1位となって決勝に進んだ。決勝では44メートル42センチを投げて、4位の結果を残した。